# Крушельницький Мар'ян Михайлович
Ма́р'ян Миха́йлович Крушельни́цький (18 квітня 1897, с. Пилява, нині Бучацький район — 5 квітня 1963, Київ) — український актор, театральний режисер. Народний артист СРСР (1944). Народний артист Української РСР (23.11.1939), професор, один із фундаторів українського театру. Депутат Верховної Ради УРСР 3-го скликання.

## Життєпис

Меморіальна дошка на будинку по вул. Архітектора Городецького, 11-а, в якому мешкав Мар'ян Крушельницький у 1955—1963 роках

Надгробок Мар'яна Крушельницького на Байковому кладовищі

Народився 18 квітня 1897 року в селі Пилява, нині Бучацького району Тернопільської області (тоді Бучацький повіт, Королівство Галичини і Володимирії, Австро-Угорщина) в родині небагатих галицьких селян Михайла Антоновича та Марії Йосипівни Крушельницьких. У віці трьох років з батьками переїхав до села Глещава.
Навчався у парафіяльній школі в Глещаві, у Теребовлянській (з 1907), потім Львівській українській, з 1910 року в Тернопільській українській гімназіях (в 1913/1914 навч. році був учнем VIIb класу, його однокласником був Антін Король). Був учасником трупи «Тернопільські театральні вечори».
У період існування маріонеткової Галицької ССР мав якусь посаду. Наприкінці 1923 року театр товариства «Руська Бесіда» було ліквідовано, а згодом у Галичині закрили всі українські культурні заклади. Крушельницький виїжджає до Праги, де вступає на філософський факультет Празького університету. У 1924 році їде в Українську РСР, а в грудні цього ж року вступає до театру «Березіль» у Києві (з 1926 року — в Харкові), де працювали такі видатні діячі театрального мистецтва, як режисер-постановник і художній керівник театру Лесь Курбас, актори Амвросій Бучма, Данило Антонович, Наталя Ужвій.
Першою режисерською роботою М. Крушельницького в Харкові була постановка п'єси В. Катаєва «Квадратура кола» на сцені театру «Веселий Пролетар» у 1928 році. У цей період ініціює створення в радянській Україні першого режисерського факультету.
У 1933—1952 роках — художній керівник, режисер та актор Харківського українського драматичного театру імені Тараса Шевченка. Член ВКП(б) з 1943 року.
У 1952—1963 роках — актор та головний режисер Київського академічного драматичного театру імені Івана Франка.
Працюючи в Києві, Крушельницький досяг розквіту акторської і режисерської майстерності в ролі Омелька і Борулі в п'єсі «Мартин Боруля» Карпенка-Карого. Падури «Маклена Граса» М. Куліша, Б. Хмельницького у виставі «Б. Хмельницький» О. Корнійчука, Ліра «Король Лір» В. Шекспіра; як режисер постановок «Дай серцю волю, заведе в неволю» М. Кропивницького, «Ярослав Мудрий» І. Кочерги. Знімався в кінофільмах «Ягідка кохання», «Кривавий світанок», «Мартин Боруля», «Суєта» та інших. З 1952 року і майже до останніх днів працював у Київському інституті театрального мистецтва ім. І. К. Карпенка-Карого, вів курс режисури та майстерності актора.
Дружина — Євгенія Олексіївна Петрова.
Помер 5 квітня 1963 року, похований на Байковому кладовищі в Києві (ділянка № 1; надгробок — мармур, граніт; скульптор Г. Н. Кальченко; встановлений у 1964 році).

## Перелік театральних робіт

### «Тернопільські театральні вечори»
- Мальчонка — «Дай серцю волю…» М. Кропивницького,
- Парубок — «Вечорниці» П. Ніщинського,
- Прокіп — «Мартин Боруля» І. Карпенко-Карого,
- Пафнутій — «Кума Марта» О. Шатковського,
- Турський — «Паливода XVIII століття» І. Карпенко-Карого,
- Микола — «Наталка Полтавка» І. Котляревського,
- Імам — «Запорожець за Дунаєм» С. Гулака-Артемовського,
- Тиміш — «Сватання на Гончарівці» Г. Квітки-Основ'яненка,
- Гершко — «Верховинці» Ю. Коженьовського,
- Дмитро — «Ой не ходи, Грицю…» М. Старицького,
- Недорізаний — «Невольник» М. Кропивницького,
- Ваня-козачок — «Суєта» І. Карпенко-Карого,
- Янкель — «Наймичка» І. Карпенко-Карого,
- Парубок — «Хмари» П. Суходольського,
- Номерний — «Воскресіння» В. Чубатого,
- Іван — «Паливода XVIII століття» І. Карпенко-Карого,
- Ванько — «Циганка Аза» М. Старицького,
- 1-й Селянин — «Борці за мрії» І. Тобогочного,
- Перший козак — «Лиха іскра поле спалить» І. Карпенко-Карого,
- Лейзар Батхен — «Сатана» Я. Гардіна,
- Овсій — «Степовий гість» Б. Грінченка,
- Омелько — «Мартин Боруля» І. Карпенко-Карого,
- Остап — «Нещасне кохання» В. Манька,
- Слуга Іван — «Перше повмирали» І. Карпенко-Карого,
- Пуза — «Циганка Аза» М. Старицького,
- Іван — «Безталанна» І. Карпенко-Карого,
- Стецько — «Сватання на Гончарівці» І. Карпенко-Карого,
- Кукса — «Пошились у дурні» М. Кропивницького,
- Ничипір — «Пошились у дурні» М. Кропивницького,
- Трохим — «Мартин Боруля» І. Карпенко-Карого,
- Макар Барильченко — «Суєта» І. Карпенко-Карого,
- Орендатор — «Бондарівна» І. Карпенко-Карого,
- Лесь — «Про що тирса шелестить» С. Черкасенка.

### Український театр (м. Тернопіль)
- Шельменко — «Шельменко-денщик» Г. Квітки-Основ'яненка,
- Микола — «Наталка Полтавка» І. Котляревського,
- Іван — «Безталанна» І. Карпенко-Карого,
- Дмитро — «Ой не ходи, Грицю…» М. Старицького,
- Імам — «Запорожець за Дунаєм» С. Гулака-Артемовського.

### Новий Львівський Театр
- Аманд — «Молодість» М. Гальбе,
- Максим — «Невольник» М. Кропивницького,
- Лука — «Ведмідь» А. Чехова,
- Омелько — «Мартин Боруля» І. Карпенко-Карого,
- Слуга кавалера — «Хазяйка готелю» К. Гольдоні,
- Орендатор — «Бондарівна» І. Карпенко-Карого,
- Іван — «Безталанна» І. Карпенко-Карого,
- Микола Струг — «Зимовий вечір» М. Старицького.

### Театр товариства «Руська бесіда»
- Бобчинський — «Ревізор» М. Гоголя,
- Фабріціо — «Мірандоліна» К. Гольдоні,
- Валер — «Тартюф» Ж.-Б. Мольєра,
- Оргон — «Тартюф» Ж.-Б. Мольєра,
- Вермельськірх — «Візник Геншель» Г. Гауптмана,
- Енгстранд — «Привиди» Г. Ібсена,
- Картяр — «Осінні скрипки» І. Сургучова,
- Герт — «Бій метеликів» Г. Зудермана,
- Селм — «Ідеальний муж» О. Уайльда,
- Бергамен — «Романтичні» Е. Ростана,
- Слуга — «Місс Гоббс» Дж.-К — Джерома,
- Ваня — «Царевич» Г. Запольської,
- Василь — «Осінні скрипки» І. Сургучова,
- Доктор Ранк — «Нора» Г. Ібсена,
- Подкольосін — «Одруження» М. Гоголя,
- Родріго — «Отелло» В. Шекспіра,
- Тесман — «Гедда Габлер» Г. Ібсена,
- Ян — «Шалапут» К. Галинського,
- Іван — «Суєта» І. Карпенко-Карого,
- Канонік Чезюбел — «Як важливо бути серйозним» О. Уайльда,
- Петков — «Шоколадний воячик» Б. Шоу,
- Куклинський — «Паливода XVIII століття» І. Карпенко-Карого.

### «Березіль»
- Кукса — «Пошились у дурні» М. Кропивницького,
- Режисер — «За двома зайцями» М. Старицького,
- Георг, англійський король — «Джіммі Хіггінс» Е. Сінклер,
- Гонорій — «Жакерія» П. Меріме,
- Конфедерат — «Гайдамаки» М. Куліша,
- Чухало — «Комуна в степах» М. Кропивницького,
- Побєдоносцев — «Напередодні» О. Поповського,
- Ничипір — «Пошились у дурні» М. Кропивницького,
- Барбюлеск — «Золоте черево» Ф. Кроммелінка,
- Бухгалтер — «Шпана» В. Ярошенка,
- Джо Горн — «Седі» С. Моема і У. Колтона,
- Коко — «Мікадо» А. Саллівана,
- Побєдоносцов — «Пролог» Л. Курбаса і С. Бондарчука,
- Яворський — «Сава Чалий» І. Карпенко-Карого,
- Малахій Стаканчик — «Народний Малахій» М. Куліша,
- Священик — «Тетнулд» Ш. Дадіані,
- Тарас — «Мина Мазайло» М. Куліша,
- Свинка — «Ало, на хвилі 477» О. Вишні, М. Йогансена, К. Буревія,
- Гнат Гиря — «97» М. Куліша,
- Малоштан — «Диктатура» І. Микитенка,
- Шкіндер — «Кадри» І. Микитенка,
- Бедня — «Плацдарм» М. Ірчана,
- Падур — «Маклена Граса» М. Куліша,
- Бухта — «Загибель ескадри» О. Корнійчука,
- Федот Роженко — «Бастілія божої матері» І. Микитенка,
- Боруля — «Мартин Боруля» І. Карпенко-Карого,
- Бублик — «Платон Кречет» О. Корнійчука.

### Державний академічний український драматичний театр імені Тараса Шевченка
- Іван Непокритий — «Дай серцю волю, заведе у неволю» М. Кропивницького,
- Швандя — «Любов Ярова» К. Треньова,
- Ленін — «Правда» О. Корнійчука,
- Контаньяк — «Дружина Клода» А. Дюма-сина,
- Гаврило — «Богдан Хмельницький» О. Корнійчука,
- Аркашка Щасливцев — «Ліс» О. Островського,
- Галушка — «В степах України» О. Корнійчука,
- Гранде — «Євгенія Гранде» О. Бальзака,
- Тев'є — «Тев'є-молочник» за Шоломом-Алейхемом,
- Фаюнін — «Навала» Л. Леонова,
- Березін — «Далеко від Сталінграда» А. Сурова,
- Буличов — «Єгор Буличов та інші» М. Горького,
- Ватутін — «Генерал Ватутін» Л. Дмитерка (Сталінська премія другого ступеня),
- Мурзавецький — «Вовки і вівці» О. Островського,
- Мак-Хілл — «Змова приречених» М. Вірти,
- Перкінс — «Місія містера Перкінса в країну більшовиків» О. Корнійчука,
- Артур — «Овід» Е.-Л. Войнич,
- Габу — «Люди доброї волі» Г. Мдівані.

### Київський державний академічний український драматичний театр імені Івана Франка
- Буличов — «Єгор Буличов та інші» М. Горького,
- Іван — «Дай серцю волю, заведе в неволю» М. Кропивницького,
- Полудін — «Персональна справа» О. Штейна,
- Гуля — «Арсенал» В. Суходольського,
- Цвійович — «Д-р» Б. Нушича,
- Морж — «Чому посміхалися зорі» О. Корнійчука,
- Лір — «Король Лір» В. Шекспіра,
- Мак — «Над Дніпром» О. Корнійчука.

## Фільми
- «Ягідка кохання» (1926, Жан Ковбасюк),
- «Смачного» (1933, Жеребков),
- «Коліївщина» (1933, полковник),
- «Мартин Боруля» (1953, Омелько),
- «Суєта» (1956, Тарабанов),
- «Кривавий світанок» (1956, Андрій Волик)

## Відзнаки
Нагороджений двома орденами Леніна, орденом Трудового Червоного Прапора, медалями. Двічі лауреат Сталінської премії (1947, 1948).

## Пам'ять
- Йому присвячено документальну стрічку «Мар'ян Крушельницький» (1960, реж. В. Ляховецький, «Київнаукфільм»).
- У 1995 р. Харківська міська рада заснувала премію його імені.